# Nederlands Tram Museum
Het Nederlands Tram Museum in Weert was een kleinschalig privémuseum met tramwagens en bijbehorende attributen, waaronder ook een aantal etalagepoppen gekleed in een tramuniform. Daarnaast was er ook een grote fotocollectie aanwezig waarvan men afdrukken kon bestellen, was er een bibliotheek met leestafel en stond er een maquette van een trambaan. De collectie was ondergebracht in de trams, die geplaatst waren op een stuk tramspoor van 50 meter in de tuin van de particuliere woning van de directeur. Het museum bestond van 1950 tot 1990.

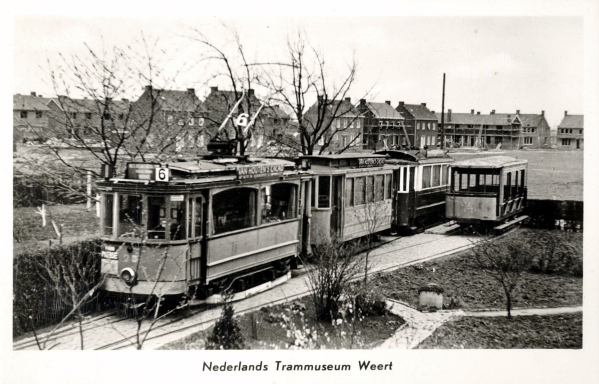
Gemeentearchief Weert, Netherlands - CC BY-SA. https://www.europeana.eu/item/2021639/A801

Aanvankelijk was het museum gevestigd in een tweetal, later vijf, tramwagens die in de achtertuin op twee sporen stonden opgesteld. Later kreeg de steeds uitgebreidere collectie van het museum ook een plaats in het schuurtje van het woonhuis. Hierin bevond zich een modeltreinbaan waarop miniatuurtrams reden gebaseerd op modellen van het merk LGB. Een aantal van deze verbouwde fabrieksmodellen zijn beschreven in het tijdschrift De Modelbouwer door de bouwer de heer A. Steenmeijer.
Het museum was vijf dagen per week alleen in de middag voor het publiek geopend, maar men kon eventueel ook op afspraak langskomen.
Voormalig PTT-beambte Bernhard Kühne kocht in 1947 de eerste tramwagen van het GVB. Dit was de Union-motorrijtuig 28. Twee jaar later kwam uit Zeist het rijtuig NBM 42. Op 20 juni 1950 werd het museum geopend door de heer E.D. Klinkert, toenmalig directeur van de Nederlandsche Buurtspoorweg-Maatschappij.
In de jaren vijftig gingen nog enkele Amsterdamse trams naar Weert en dankzij dit initiatief zijn motorrijtuig 307 en de bijwagens 663 (NZH B32) en 946 bewaard gebleven. In de jaren zeventig keerden zij terug in Amsterdam en werden later na restauratie als rijvaardige museumtrams in Amsterdam in dienst gesteld (de 946 in 1975, de 307 en 663 in 2009). Met de andere trams (28 en 42) liep het minder goed af, ze werden vanwege bouwvalligheid gesloopt en vervangen door de hiervoor genoemde betere exemplaren. Doordat de trams in de open lucht stonden verslechterde de staat van onderhoud aanzienlijk.
In 1990 werd het trammuseum in Weert gesloten wegens de vergevorderde leeftijd van de directeur. De drie nog aanwezige tramrijtuigen (339 (Berlijn), 739 (GVB), 822 (HTM)) gingen terug naar respectievelijk Berlijn, Amsterdam en Den Haag. De collectie trammodellen, attributen en documentatie ging deels naar de Tramweg-Stichting maar werd ook verkocht aan andere organisaties en/of liefhebbers in het binnen- en buitenland.

## Collectie
Tramvoertuigen, gedurende korte of langere tijd aanwezig in het Nederlands trammuseum.
| Nummer    | Trambedrijf             | Opmerking | Afbeelding |
| --------- | ----------------------- | --- | ---------- |
| 14        | Utrecht - Zeist         | Aanwezig van 1951 tot 1958. Daarna gesloopt. |            |
| 28        | Amsterdam               | Aanwezig van 1947 tot 1962. Daarna gesloopt. |            |
| 42        | Utrecht - Zeist         | Gesloten rijtuig, ex vuurloos stoomrijtuig NCS 1, in 1909 verbouwd. Op het onderstel werd stoomtramloc NCS 6 gebouwd, de bak werd aanhangrijtuig B1. Beide gingen in eerste instantie naar de Zuiderzeetram. Rijtuig B1 kwam in 1909 terug naar Utrecht - Zeist en reed daar als 42. In 1949 naar Weert. Later alsnog gesloopt. |            |
| 307       | Amsterdam               | Aanwezig van 1954 tot 1969; daarna overgebracht naar Tramweg-Stichting in Hoorn, in 1974 terug naar Amsterdam. |            |
| 339       | Berlijn                 | Aanwezig van 1967 tot 1990; daarna overgebracht naar Denkmalpflege-Verein Nahverkehr Berlin. |            |
| 663 / B32 | Amsterdam / NZH Haarlem | Aanwezig van 1950 tot 1967; daarna overgebracht naar Tramweg-Stichting in Bovenkarspel, in 1974 terug naar Amsterdam. |            |
| 739       | Amsterdam               | Aanwezig van 1968 tot 1990; daarna terug naar Amsterdam. |            |
| 822       | Den Haag                | Aanwezig van 1969 tot 1990; daarna overgebracht naar Tramweg-Stichting in Scheveningen. In 1991 naar NSS in Valkenburg. In 1999 aldaar gesloopt. |            |
| 946       | Amsterdam               | Aanwezig van 1958 tot 1968; daarna overgebracht naar Tramweg-Stichting in Rotterdam, in 1974 terug naar Amsterdam. |            |